# 梁炫
梁炫，原名梁文燦，號寰朴，廣東廣州府南海县軍籍。明朝政治人物、進士出身。

## 生平
嘉靖乙卯（1555年）十月二十三日（官年）生。隆慶四年（1570年）庚午科廣東鄉試舉人，萬曆十七年（1589年）登己丑科三甲二百九名進士，户部觀政，十八年六月江西浮梁縣知縣，丁憂，二十四年降廣西按察司知事，二十五年升衡州府推官，三十年升南京户部主事，歷升员外郎、郎中，三十五年升至南宁府知府，万历三十九年（1611年）八月升貴州按察司副使兼参议，四十年养病。

## 家族
祖父梁裔。父梁棟。